# Les Loups dans l'abîme
Pour plus de détails, voir Fiche technique et Distribution.
Les Loups dans l'abîme (Lupi nell'abisso) est un film dramatique italien écrit et réalisé par Silvio Amadio et sorti en 1959.   
Le film est présenté en première au 9e Festival international du film de Berlin (1959).

## Synopsis
Pendant la Seconde Guerre mondiale, un sous-marin italien de retour de mission est attaqué par des avions ennemis, ce qui endommage le bâtiment.

## Fiche technique
- Titre original :  Lupi nell'abisso
- Titre français :  Les Loups dans l'abîme
- Réalisation : Silvio Amadio
- Scénario : Gino De Santis, Carlo Romano, Silvio Amadio
  - Histoire : Silvio Amadio, Luciano Vincenzoni
- Photographie : Luciano Trasatti
- Montage : Luciano Cavalieri
- Directeur artistique : Franco Lolli
- Musique : Bruno Canfora
- Pays d'origine : Italie
- Langue originale : italien
- Format : noir et blanc
- Genre : drame
- Durée : 90 minutes
- Dates de sortie :  
  - Allemagne de l'Ouest : Juin 1959 (Berlin International Film Festival)
  - Allemagne de l'Ouest : 31 octobre 1959
  - France : 25 avril 1962

## Distribution
- Massimo Girotti : le commandant
- Folco Lulli : le maître d'équipage
- Jean-Marc Bory : le lieutenant
- Alberto Lupo : le radiotélégraphiste
- Horst Frank : le jeune marié
- Piero Lulli : le voyou
- Giancarlo Sbragia : l'hydrophoniste
- Nino Dal Fabbro : le mécanicien
- Giorgio Cerioni : le matelot Ferito
- Enrico Salvatore : un matelot
- Alberto Barberini : un matelot (non crédité)